# کوریره دلو اسپورت – استادیو
کوریره دلو اسپورت – استادیو (ایتالیایی: Corriere dello Sport – Stadio) یک روزنامهٔ ملی ایتالیایی با موضوع ورزشی است که در رم مستقر است. این روزنامه یکی از سه روزنامهٔ بزرگ ورزشی ایتالیا است و بزرگترین اجتماع مخاطبان را در مرکز و جنوب ایتالیا دارد که این موضوع آن را به چهارمین روزنامهٔ پرمخاطب در سطح کشور ایتالیا بدل کرده‌است.